# Петър Гошев
Петър Гошев (на македонска литературна норма: Петар Гошев) е югославски и северномакедонски политик, икономист, управител на Народната банка на Република Северна Македония (2004 – 2011).

## Образование
Петър Гошев е роден във валандовското село Пирава на 5 септември 1948 година. Завършва Икономическия факултет на Скопския университет. Има степен магистър на икономическите науки.

## Професионален път
Между 1971 и 1973 г. работи като икономист в тогавашния автомобилен завод „11 октомври“ в Скопие. В периода 1973 – 1984 г. е икономически съветник в Съюза на синдикатите на Македония (ССМ). От 1977 г. е началник на администрацията на председателя на ССМ, а между 1982 и 1987 е член на Президиума на ССМ. От 1984 до 1988 г. е член на Президиума на ЦК на Комунистическата партия на Македония. От 27 ноември 1989 г. до април 1991 г. заема поста секретар на ЦК на Македонската комунистическа партия и е последният и секретар. Между 1990 и 2002 г. неизменно е народен представител в Събранието на Северна Македония.
През 1997 г. след обединението на Демократическата и Либералната партия застава начело на Либерално-демократическата партия, но след поражение в парламентарните избори през 1998 г. подава оставка. В периода 2002 – 2003 е министър на финансите в правителството на Бранко Цървенковски.
От 2004 до 20 май 2011 г. е председател на Народна банка на Република Северна Македония.